# This Is Us (album của The Necessary)
This Is Us là album đầu tay của ban nhạc rock đến từ Mỹ The Necessary. Nó được phát hành ngày 22 tháng 6 năm 2004 dưới hãng Forsaken Recordings. Năm 2005, The Necessary ký hợp đồng với Drive-Thru Records và đã đổi tên thành House of Fools.

## Danh sách bài hát
Tất cả bài hát viết bởi The Necessary.
1. "Captivated" – 4:27
2. "This Is Us" – 3:56
3. "When It Hurts" – 3:55
4. "Honestly" – 3:01
5. "Channel 26" – 4:25
6. "So It Comes to This" – 4:00
7. "Apartment D" – 3:37
8. "Passion" – 4:03
9. "Rise and Shine" – 3:53
10. "Free Hands" – 2:31
11. "I want " - 8:23
12. "Bye Bye Boys"_ 9:00

## Thực hiện
- Josh King – hát, keyboard
- Joel Kiser – ghi-ta
- Jeff Linn – bass
- David McLaughlin – ghi-ta, hát
- Todd Turner – trống